# Julia Pirotte
Julia Pirotte-Sokolska, z domu Gina Diament (ur. 20 sierpnia 1908 w Końskowoli, zm. 25 lipca 2000 w Warszawie) – polska fotografka i fotoreporterka narodowości żydowskiej. Sławę przyniosły jej prace wykonane w Marsylii podczas II wojny światowej dokumentujące francuski ruch oporu oraz fotografie skutków pogromu kieleckiego w 1946.
Urodziła się w ubogiej rodzinie żydowskiej, jako córka Borucha Diamenta i Sury Szejnfeld. Gdy miała 6 lat, zmarła jej matka. W wieku 18 lat trafiła na 4 lata do więzienia jako członek Komunistycznej Partii Polski. W 1934 miała wyjechać do Francji do swojej siostry Mindli, ale choroba zatrzymała ją w Belgii, gdzie poślubiła brukselskiego lewicowego działacza Jeana Pirotte'a i rozpoczęła kurs dziennikarstwa i fotografii. W dniu wybuchu wojny, 1 września 1939 przeprowadzała reportaż na Litwie, Łotwie i Estonii. 
W maju 1940, po ataku III Rzeszy na Belgię i deportacji męża, przeniosła się na południe Francji. Tam wraz z młodszą siostrą Mindlą Marią (1911-1944) odegrały aktywną rolę w żydowskich i francuskich grupach ruchu oporu. W Marsylii rozpoczęła pracę w charakterze fotoreporterki magazynu „Dimanche Illustré”, będąc jednocześnie kurierką broni, fałszywych dokumentów i publikacji podziemnych. Pełniąca podobną rolę Mindla została aresztowana, a następnie przewieziona do więzienia we Wrocławiu i ścięta gilotyną 24 sierpnia 1944. W pracy zawodowej Julia koncentrowała się na dokumentowaniu życia we Francji pod rządami władz Vichy. Jednocześnie jako członkini francs-tireurs dokumentowała działania maquis w lecie 1944 i wyzwolenie Marsylii. 
Po wojnie powróciła do Polski i została fotoreporterką „Żołnierza Polskiego”, dla którego wykonała m.in. dokumentację fotograficzną skutków pogromu kieleckiego z 4 lipca 1946 oraz odbudowy Warszawy. Negatywy trzech filmów z Kielc zostały skonfiskowane przez UB. Wzięła również udział w Światowym Kongresie Intelektualistów w Obronie Pokoju we Wrocławiu w 1948, wykonując serię zdjęć ich uczestników, m.in. Pabla Picassa, Irène Joliot-Curie i Dominique Desanti. 
W 1957 odwiedziła Izrael. W 1958 poznała i poślubiła ekonomistę Jefima Sokolskiego (1904–1974), który 21 lat spędził w gułagu. Fala antysemityzmu po wydarzeniach marcowych zmusiła ją do zaprzestania działalności zawodowej. 
W późniejszych latach regularnie wyjeżdżała do Belgii, Francji i Stanów Zjednoczonych, gdzie w 1984 nowojorski International Center of Photography zorganizował wystawę jej prac. W 2008 kilka jej prac pojawiło się w Zachęcie na wystawie Dokumentalistki.  W 2016 ukazała się powieść Mai Wolny Czarne liście, której Pirotte jest jedną z głównych bohaterek.
Julia Pirotte pochowana jest wraz z mężem Jefimem Sokolskim na Powązkach Wojskowych w Warszawie w kwaterze C33.